# British Academy

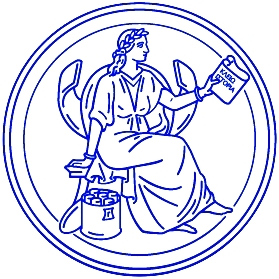
Sceau royal de la British Academy représentant la muse Clio ; redessiné par le designer et illustrateur Debbie Cook en 2008.

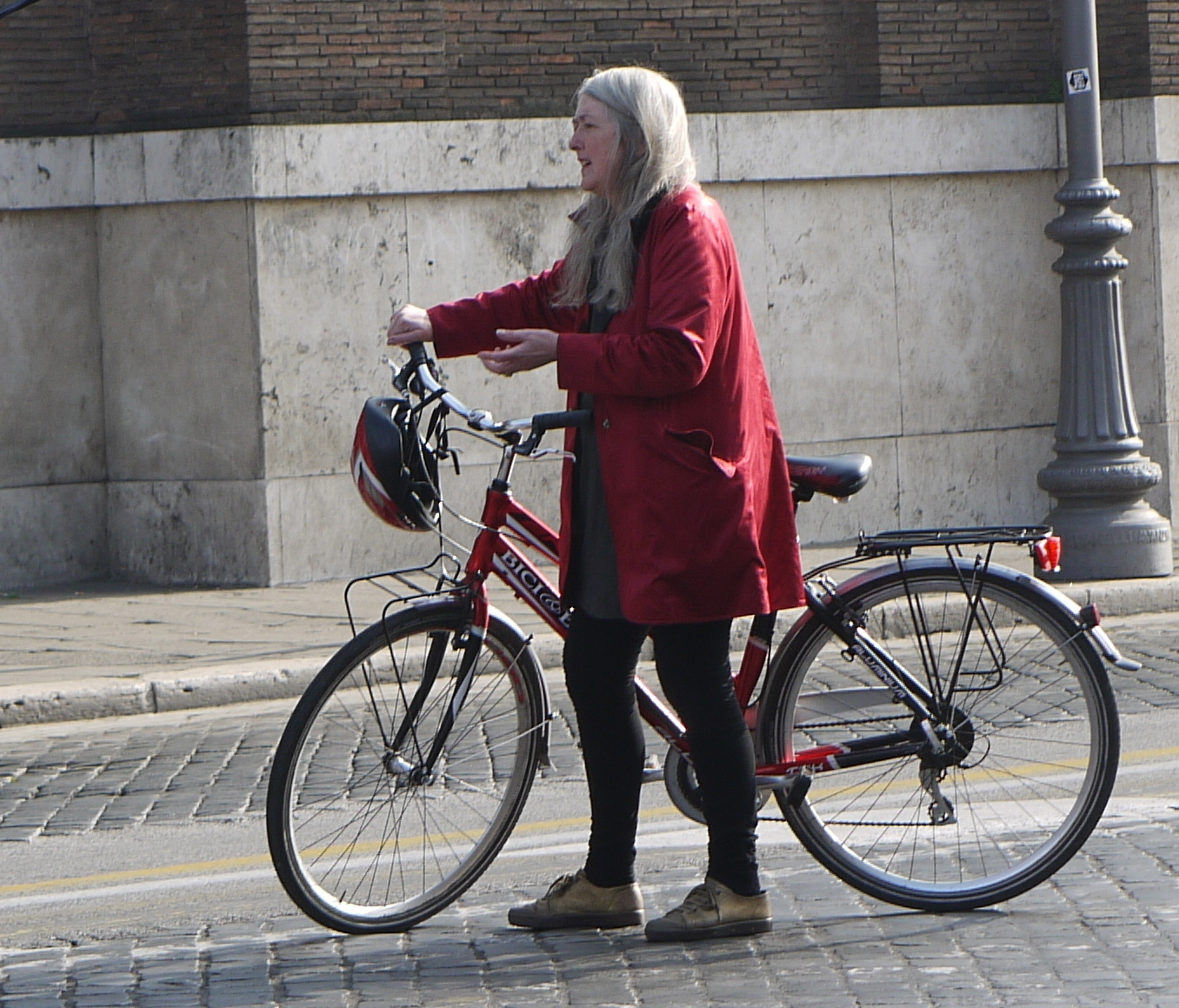
L'historienne Mary Beard, fellow de la British Academy.

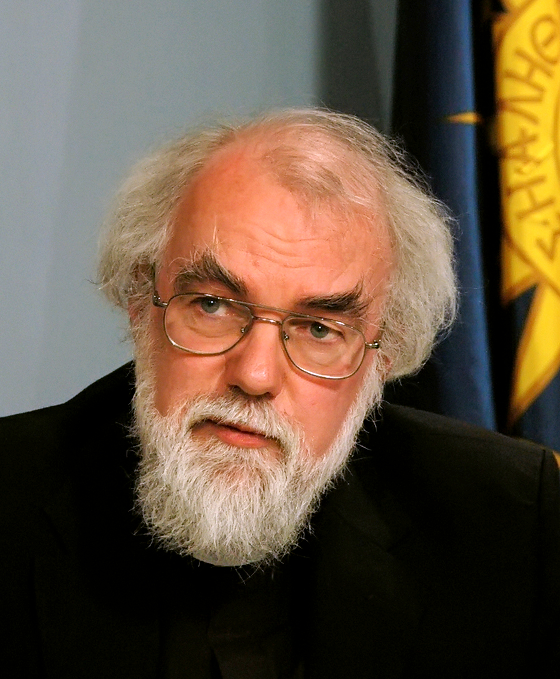
Le théologien Rowan Williams, autre fellow de la British Academy.

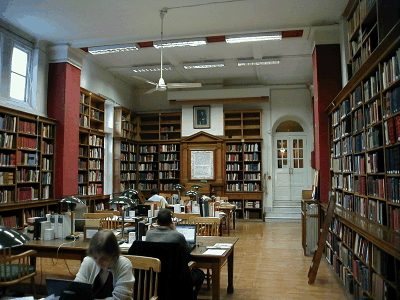
La British School at Athens fait partie des écoles britanniques étrangères soutenues par la British Academy.

La British Academy est l'académie nationale des sciences humaines et sociales du Royaume-Uni. Son nom complet est The British Academy for the Promotion of Historical, Philosophical and Philological Studies. Elle peut être considérée comme l'équivalent britannique de l'Académie des sciences morales et politiques, de l'Académie des inscriptions et belles-lettres et de l'Académie française.
La British Academy fut créée par une charte royale de 1902. Elle est composée de 750 académiciens (fellows). Elle est organisée par discipline académique en 18 sections, elle est indépendante du pouvoir politique.
L'élection en tant qu'académicien de la British Academy constitue une reconnaissance de la haute qualité du travail académique et des publications du nouveau membre dans le domaine des sciences humaines et sociales. Les académiciens sont autorisés à faire suivre leur nom des lettres FBA, pour fellow of the British Academy.
La British Academy est présidée depuis 2009 par Adam Roberts, professeur de relations internationales à Oxford.

## Sections
- Classical Antiquity - Antiquité classique
- Theology and Religious Studies - Théologie et sciences des religions
- African and Oriental Studies - Orientalisme et africanisme
- Linguistics and Philology - Linguistique et philologie
- Early Modern Languages and Literature - Langues et littérature de l'époque moderne
- Modern Languages, Literatures, and Other Media - Langues modernes, littérature et autres médias
- Archaeology - Archéologie
- Medieval Studies: History and Literature - Études médiévales : histoire et littérature
- Early Modern History to C1800 - Histoire moderne, jusqu'en 1800
- Modern History from C1800 - Histoire contemporaine, depuis 1800
- History of Art and Music - Histoire de l'art et de la musique
- Philosophy - Philosophie
- Law - Droit
- Economics and Economic History - Économie et histoire de l'économie
- Social Anthropology and Geography - Anthropologie sociale et géographie
- Sociology, Demography and Social Statistics - Sociologie, démographie et statistiques sociales
- Political Studies: Political Theory, Government and International Relations - Sciences politiques
- Psychology - Psychologie

## Médailles et prix
Chaque médaille ou prix est accordée à la suite de la recommandation d'un comité de spécialistes. Les présentations sont faites à chaque assemblée générale annuelle, elles sont les suivantes :
- Derek Allen Prize, pour la numismatique, les études celtiques et la musicologie ;
- Burkitt Medal, pour les études bibliques ;
- Grahame Clark Medal, pour l'archéologie préhistorique ;
- Rose Mary Crawshay Prize, pour l'histoire et la critique de la littérature anglaise ;
- Sir Israel Gollancz Prize, pour des études en rapport avec l'Angleterre (histoire, langue, philologie, etc.) ;
- Kenyon Medal for Classical Studies, pour des travaux concernant la littérature classique et l'archéologie ;
- Leverhulme Medal, pour les sciences humaines et sociales ;
- Serena Medal, pour des travaux concernant l'Italie ;
- President's Medal, créée in 2010, récompensant les alertes dans les sciences humaines et sociales.

## Quelques académiciens
- Arthur Balfour, (1848-1930), Premier ministre, britannique
- Isaiah Berlin, (1909-1997), philosophe et historien, britannique, né dans l'Empire russe
- James Bryce, (1838-1922), juriste et historien, britannique
- Norman Cohn, (1915-2007), historien, britannique
- Antoine Compagnon, né en 1950, professeur de littérature, français
- Ronald Dworkin, (1931-2013), philosophe américain
- Brenda Hale, baronne Hale de Richmond, présidente de la cour suprême du Royaume-Uni
- Eric Hobsbawm, (1917-2012), historien, britannique
- John Macquarrie, (1919-2007), philosophe et théologien écossais
- Doreen Massey, (1944-2016), géographe
- Émile Mâle, (1862-1954), historien d'art, français
- Serge Noskov, compositeur, russe
- Karl Popper, (1902-1994), philosophe, autrichien
- Jean Starobinski, (1920-2019), médecin, professeur d'histoire et de littérature, suisse
- Géza Vermes, (1924-2013, historien des religions, hongrois

## Localisation
La British Academy est sise au 10 Carlton House Terrace, à proximité de Trafalgar Square et de St James's Park dans la cité de Westminster à Londres (SW1Y 5AH).